# Première division féminine de basket-ball de la république serbe de Bosnie
La Première division féminine de basket-ball de la république serbe de Bosnie (en serbe : Прва женска лига Републике Српске у кошарци), connue sous le nom de Meridianbet Prva ženska liga RS pour des raisons de sponsoringe, est une compétition professionnelle de basket-ball féminin organisée en république serbe de Bosnie, une entité de la Bosnie-Herzégovine.
Avant la création du Championnat de la république serbe de Bosnie lors de la saison 1992-1993, les équipes de cette région participaient au système de ligue yougoslave. Le premier champion de la ligue fut le ŽKK Mladi Krajišnik de Banja Luka, qui remporta neuf titres consécutifs. Au cours des années 1990, le club a également participé au championnat de la RF de Yougoslavie, terminant à la deuxième place lors de la saison 1997–1998.
Le championnat est organisé par l'Association de basket-ball de la république serbe de Bosnie, et cinq clubs participent à la saison 2024-2025.
La Première division féminine de la république serbe de Bosnie est une compétition de niveau inférieur au Championnat féminin de basket-ball de Bosnie-Herzégovine, auquel participent des équipes de la république serbe de Bosnie aux côtés de clubs d'autres régions du pays, pour un total de douze équipes. En outre, certaines équipes de la république serbe de Bosnie participent également à la Ligue WABA, une compétition internationale de clubs féminins de la région des Balkans.

## Système de compétition
Le championnat est composé de deux phases : 
Première phase
La première phase est un championnat disputé selon un système aller-retour, où chaque équipe affronte les autres à domicile et à l'extérieur.
Deuxième phase (Play-Offs)
Cette phase regroupe les quatre équipes les mieux classées à l’issue de la phase de championnat. Le vainqueur des Play-Offs est sacré champion de la république serbe de Bosnie et obtient une place dans le Championnat de Bosnie-Herzégovine.

## Clubs actuels
Clubs de la saison 2024/5.
| Club                  | Ville          |
| --------------------- | -------------- |
| KK Budućnost BN       | Bijeljina      |
| OKK Igman             | Istočna Ilidža |
| KK Kostajnica         | Kostajnica     |
| KK Lider              | Gradiška       |
| ŽKK Sloboda Novi Grad | Novi Grad      |

## Palmarés
| Saison  | Champions                |
| 1992-93 | ŽKK Mladi Krajišnik      |
| 1993-94 | ŽKK Mladi Krajišnik      |
| 1994-95 | ŽKK Mladi Krajišnik      |
| 1995-96 | ŽKK Mladi Krajišnik      |
| 1996-97 | ŽKK Mladi Krajišnik      |
| 1997-98 | ŽKK Mladi Krajišnik      |
| 1998-99 | ŽKK Mladi Krajišnik      |
| 1999-00 | ŽKK Mladi Krajišnik      |
| 2000-01 | ŽKK Mladi Krajišnik      |
| 2001-02 |                          |
| 2002-03 |                          |
| 2003-04 |                          |
| 2004-05 |                          |
| 2005-06 |                          |
| 2006-07 |                          |
| 2007-08 |                          |
| 2008-09 | ŽKK Igman Istočna Ilidža |
| 2009-10 |                          |
| 2011-12 |                          |
| 2012-13 |                          |
| 2013-14 |                          |
| 2014-15 | ŽKK Igokea               |
| 2015-16 | ŽKK Kozara               |
| 2016-17 | ŽKK Kozara               |
| 2017-18 | ŽKK Trebinje 03          |
| 2018-19 | ŽKK Orlovi 2             |
| 2019-20 | ŽKK Feniks               |
| 2020-21 | ŽKK Lavovi               |
| 2021-22 | ŽKK Kozara               |
| 2022-23 | ŽKK Igman Istočna Ilidža |
| 2023-24 | ŽKK Feniks               |
| 2024-25 | ŽKK Igman Istočna Ilidža |

## Voir plus
- Première division de basket-ball de la république serbe de Bosnie
- Fédération de basket-ball de la république serbe de Bosnie